# Функција расподеле
Функција расподеле, функција дистрибуције или кумулативна расподела вероватноће је функција у теорији вероватноће у ознаци  која за сваки реалан број x, одређује вероватноћу да је случајна променљива X узела вредност мању од или једнаку x:
{\displaystyle x\to F_{X}(x)=\operatorname {P} (X\leq x).}
За означавање функције расподеле обично се користи велико латинично слово F, за разлику од малог латиничног слова f, које се користи за расподелу вероватноће.
Кумулативна расподела вероватноће се може изразити и преко расподеле вероватноће f на следећи начин:
{\displaystyle F(x)=\int _{-\infty }^{x}f(t)\,dt.}
Вероватноћа да X лежи на интервалу  за  је једнака F(b)&nbsp;&minus;&nbsp;F(a).

## Својства
Свака функција расподеле, F има следеће особине:
- монотоно је неопадајућа
- непрекидна је здесна
- {\displaystyle \lim _{x\to -\infty }F(x)=0}
- {\displaystyle \lim _{x\to +\infty }F(x)=1.}

### Дискретне случајне променљиве
Ако је X дискретна случајна променљива која узима вредности x1, 2, ... са вероватноћама , њена функција расподеле ће имати прекиде у тачкама , и бити константна између њих:
{\displaystyle F(x)=\operatorname {P} (X\leq x)=\sum _{x_{i}\leq x}\operatorname {P} (X=x_{i})=\sum _{x_{i}\leq x}p(x_{i}).}

### Континуалне случајне променљиве
Ако је функција расподеле F, случајне променљиве X, непрекидна, онда је X непрекидна случајна променљива; ако је осим тога, F апсолутно непрекидна, онда постоји Лебег-интеграбилна функција f(x), таква да 
{\displaystyle F(b)-F(a)=\operatorname {P} (a\leq X\leq b)=\int _{a}^{b}f(x)\,dx}
за све реалне бројеве a и b. (Прва од горње две једнакости не би била тачна у општем случају ако не би било назначено да је расподела непрекидна. Непрекидност расподеле имплицира да је P(X = a) = P(X = b) = 0, па разлика између < и ≤ у том контексту нема значаја.) Функција f је једнака изводу од F скоро свуда, и назива се расподела вероватноће за случајну променљиву X.